# 宇奈月ダム
宇奈月ダム（うなづきダム）は、富山県黒部市宇奈月町内山字大尾地先、黒部川の本川中流部に建設されたダムである。

## 黒部川唯一の多目的ダム
重力式コンクリートダム、高さは97.0 m。多目的ダムとしても、国土交通省直轄ダムとしても黒部川水系で初めての、そして唯一のダムである。洪水調節・不特定利水・県東部地域への上水道供給の他、発電を目的として関西電力が受け持っている。
ダムは宇奈月温泉街から車で10分足らずの距離にあり、展示施設、大夢来館（ダムこんかん）があり、2001年4月24日以降堤内の監査部を含めた一部が一般に開放されている。また、黒部峡谷鉄道のトロッコ電車からも姿を見ることができる。また、少し離れてダム湖のほとりには「尾の沼体験交流施設 とちの湯」と名付けられた温泉施設もダム建設に併せて作られて一般開放されている。

## 経緯
黒部川は急流のために大雨の際は度々氾濫し多大な被害を与えていた。急流ゆえに水力発電の開発が盛んに行われた水系であり、黒部ダムを始め小屋平ダム・仙人谷ダム、近年では出し平ダムが本川に建設されている。また、下流域では愛本付近で取水して発電のほかに農業用水として黒部川扇状地に灌漑も行われている。
洪水対策としては、1937年（昭和12年）より河川改修や築堤中心の治水事業が実施されていたが、電源開発に比べ治水事業はその後も立ち遅れていた。特に1969年（昭和44年）8月、北陸全域を襲った集中豪雨は過去最悪の水害を惹き起こし、黒部川では各地で堤防が決壊し流域に甚大なる被害を与えた。
建設省北陸地方建設局（現・国土交通省北陸地方整備局）は黒部川の抜本的な洪水調節と利水を目的とし、1970年（昭和45年）4月の予備調査および1974年（昭和49年）4月1日からの実施計画調査を経て、1975年（昭和50年）3月に「黒部川水系工事実施基本計画」を改訂しその中でダムによる洪水調節を計画した。その結果温泉街の上流に多目的ダムを建設する計画を発表し1979年（昭和54年）4月に事業に着手した。
このダム工事に伴い、1981年（昭和56年）12月から1988年（昭和63年）にかけて黒部峡谷鉄道本線の付け替え工事が実施され、1986年（昭和61年）8月から1993年（平成5年）12月にかけて引湯管の付け替え工事が実施された。
ダム本体工事は基本計画告示が1982年（昭和56年）3月で、用地買収完了が1985年（昭和60年）2月、起工式が同年11月6日であった。1987年（昭和62年）10月に本体建設工事が発注された後、1988年（昭和63年）に基礎掘削開始、1993年（平成5年）8月にダム初打設式を実施、1994年（平成6年）5月24日に定礎式、1998年（平成10年）9月30日のダム本体コンクリート打設完了、2000年（平成12年）2月28日の湛水式、2001年（平成13年）5月17日の宇奈月発電所の営業運転開始、6月 - 7月の国内初の連携排砂、連携通砂を経て、2001年（平成13年）3月に完成させた。同年10月3日にはダム竣工式が実施された。

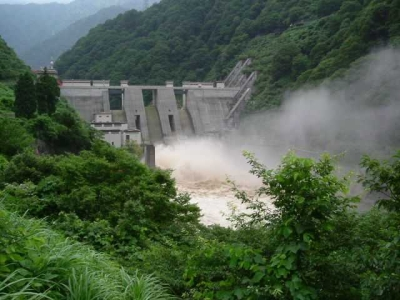
放流中の宇奈月ダム
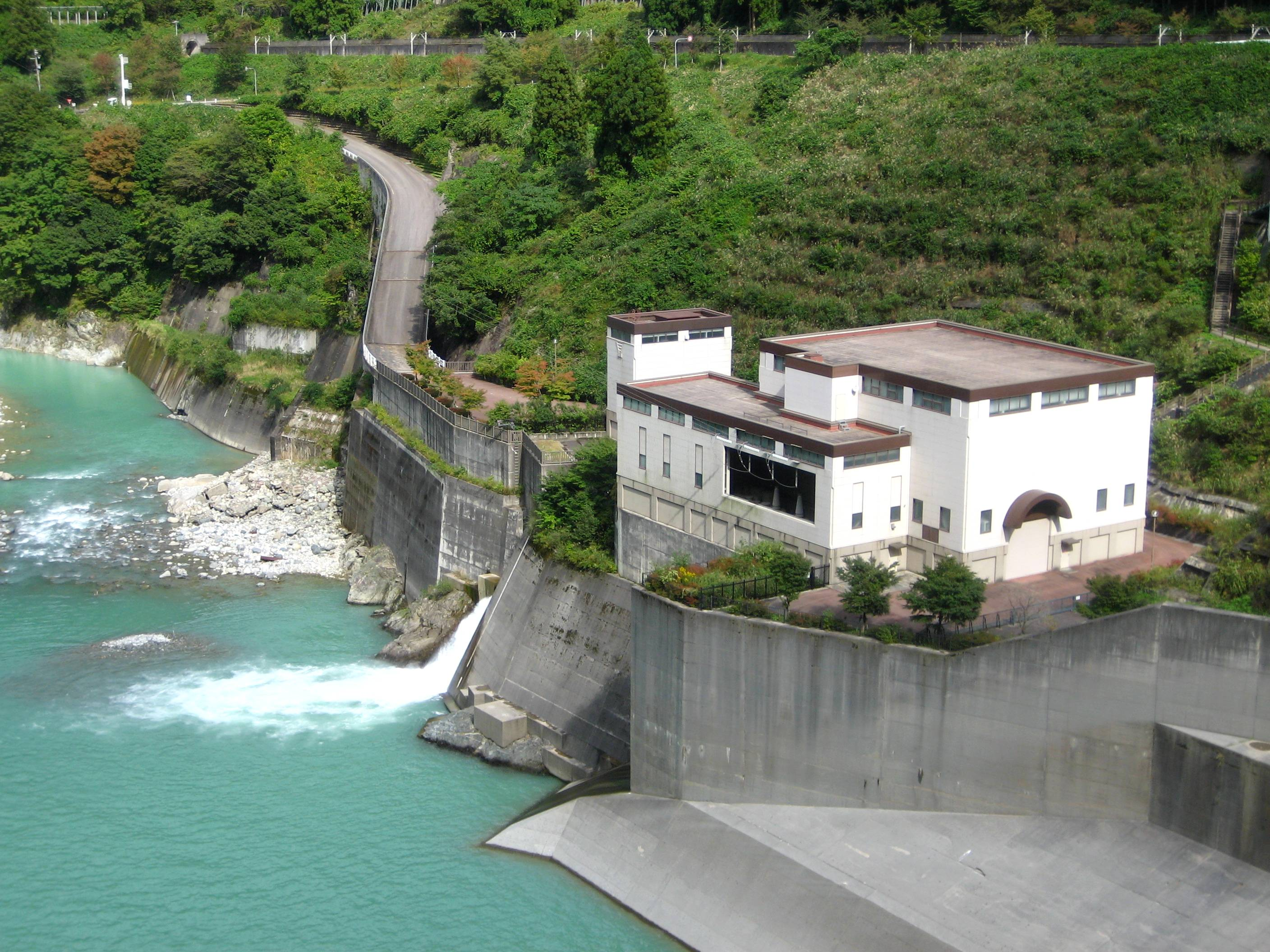
宇奈月発電所
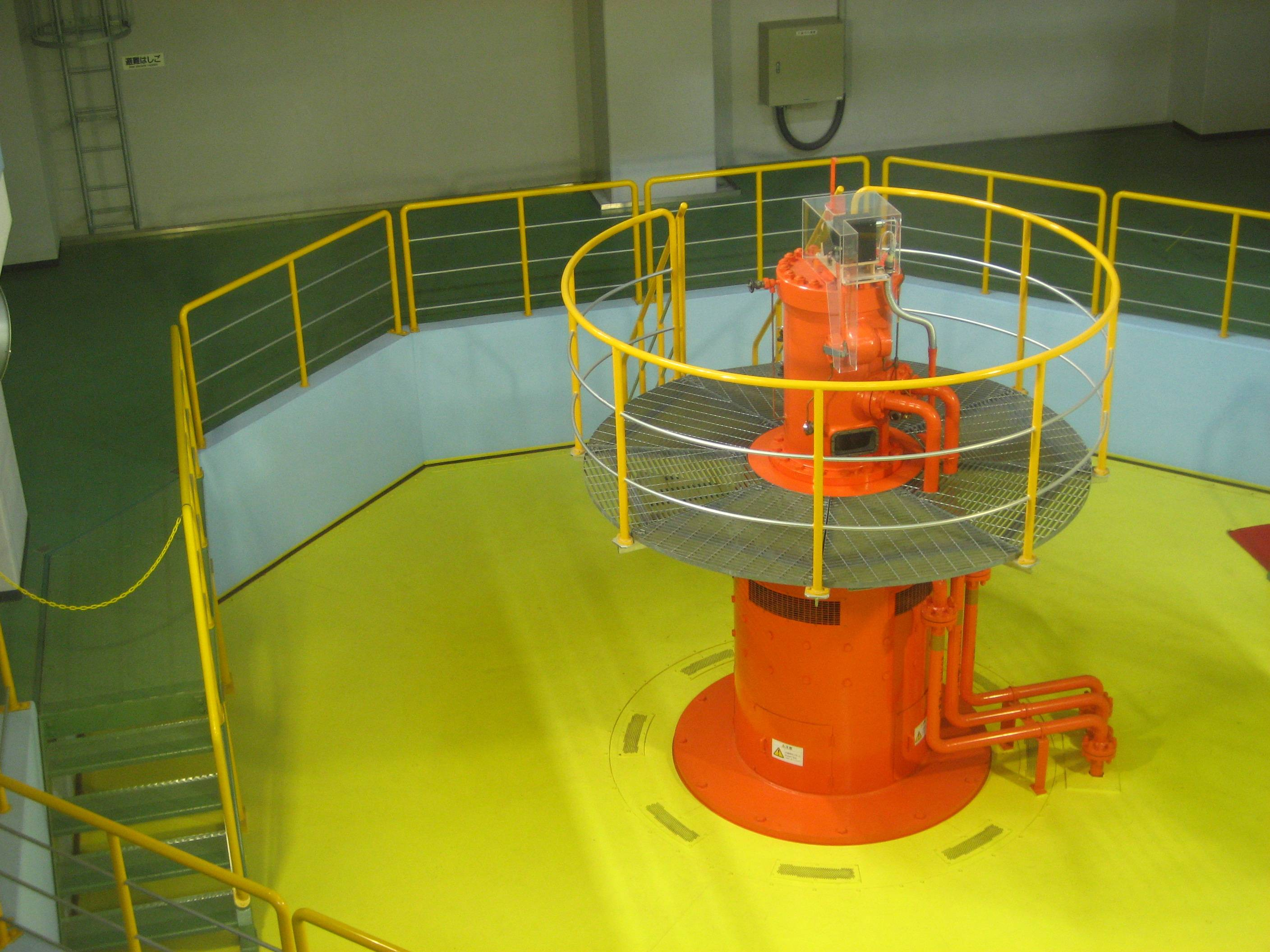
宇奈月発電所内部
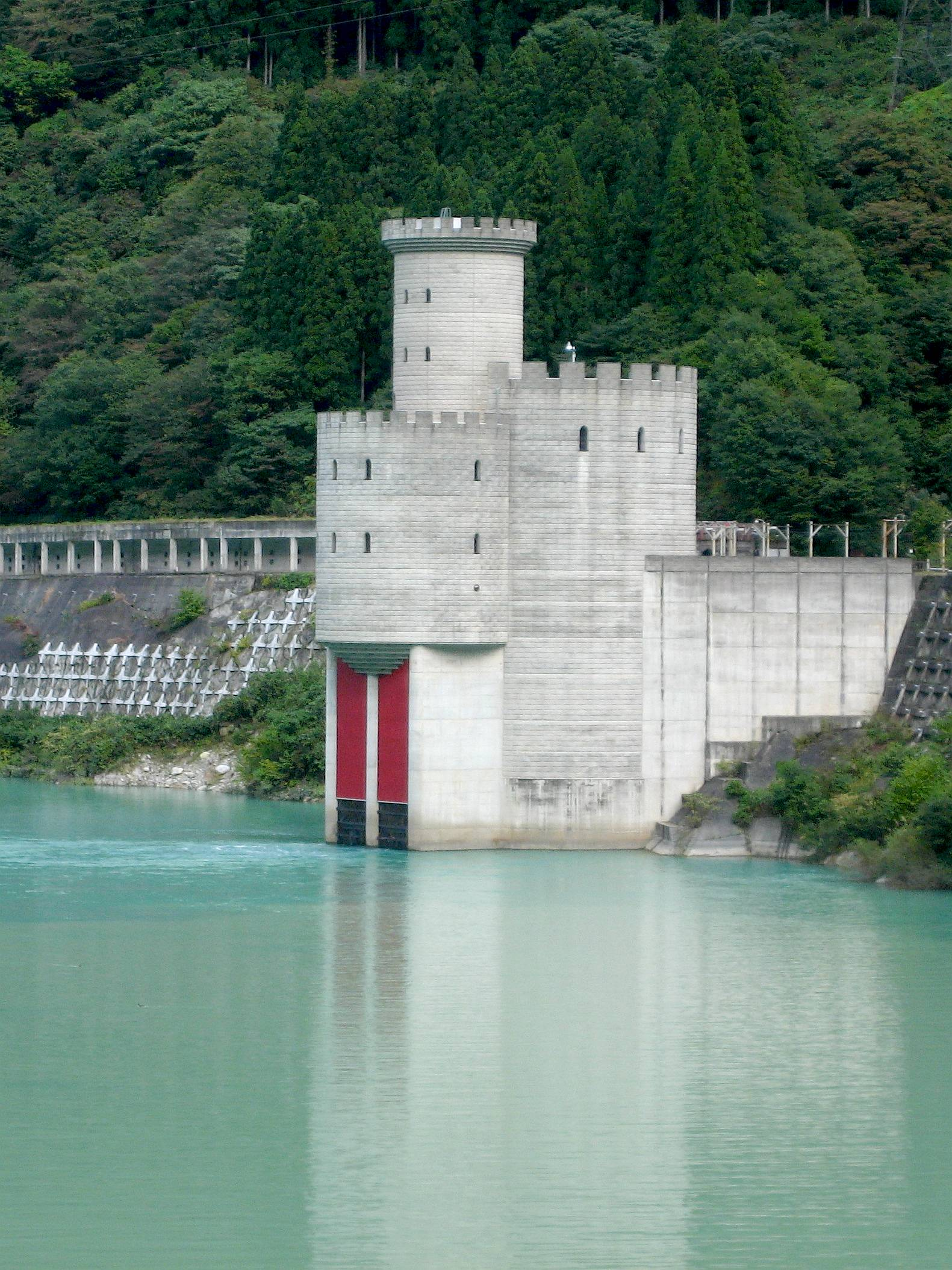
宇奈月ダム上流の新柳河原発電所

## 連携排砂事業
宇奈月ダムの大きな特徴は、上流の出し平ダム（関西電力）との連携排砂を実施していることである。上流の侵食が進む黒部川では、大きな黒部ダムでは堆砂が機能の阻害要因にあまりならないのに対し、比較的規模が小さく治水・利水を主目的とする宇奈月ダムでは堆砂により機能が失われる。しかも、既設の出し平ダムが排砂設備を整えているため、宇奈月ダムも設備を整える必要があった。そして連携して排砂を行うことで、ダムの堆砂を防ごうとしている。だが、下流域と海水の水質に影響を及ぼしているとして、河川と海のそれぞれの漁業関係者からは排砂中止を求められ、訴訟も起きている。そのため、大雨の際に排砂放流を洪水調整を行いながらあわせて行っている。また排砂を行うことで、ダム湖に土砂が蓄積して変質することを防ぎ自然の土砂移動により近くなるようにしようとして運用が行われているが、改善するべき点が多いとも指摘されている。

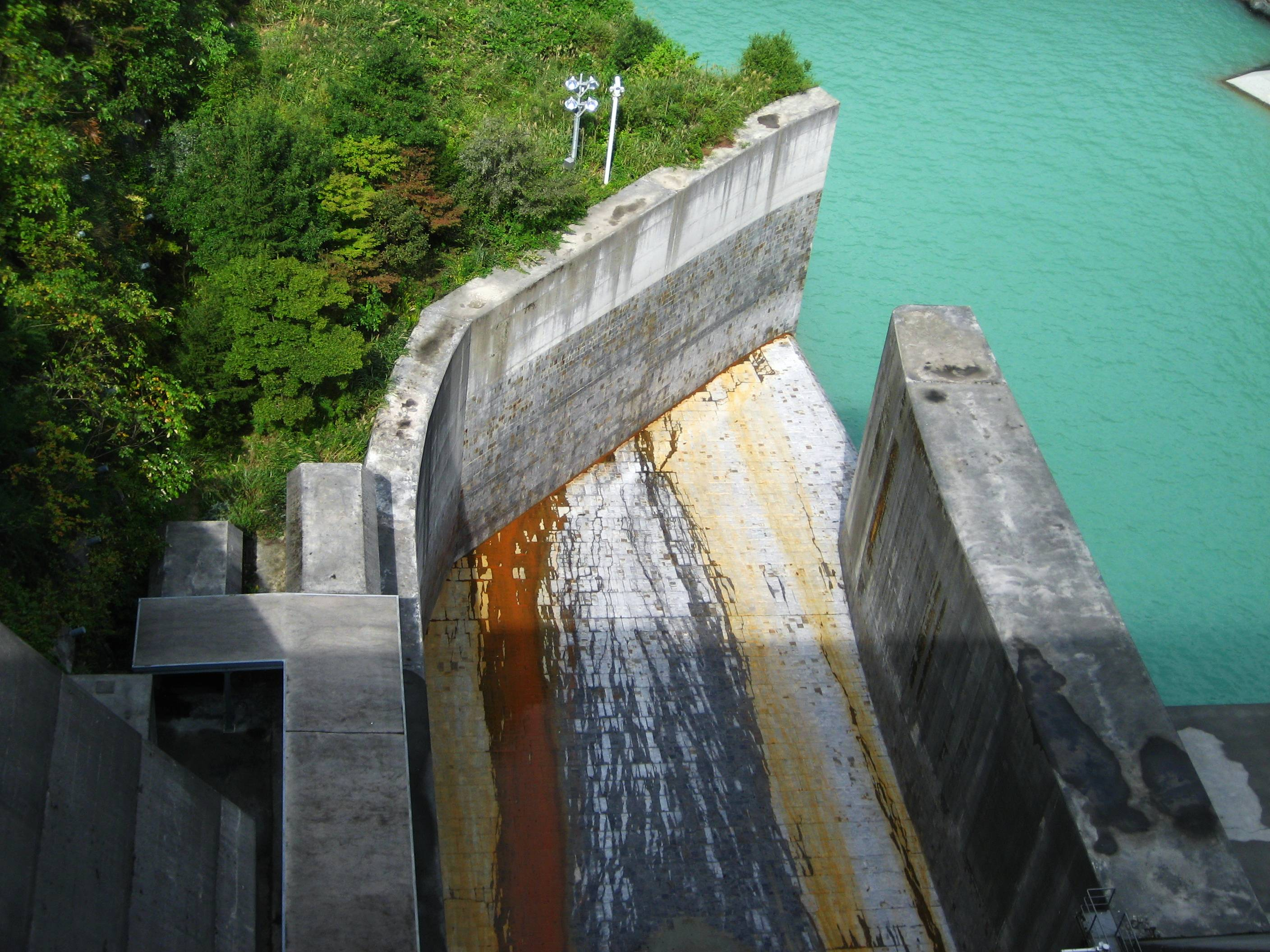
宇奈月ダムの排砂ゲート出口
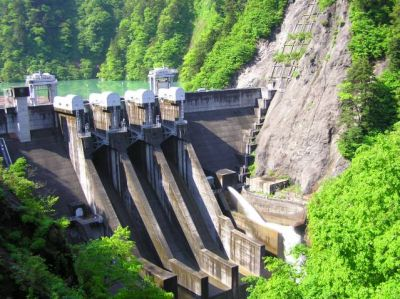
出し平ダム